# Macrodes cynata
Macrodes cynata är en fjärilsart som beskrevs av Fabricius. Macrodes cynata ingår i släktet Macrodes och familjen nattflyn. Inga underarter finns listade i Catalogue of Life.